# Stand!
 (octobre 2021).
La mise en forme du texte ne suit pas les recommandations de Wikipédia : il faut le « wikifier ».
Les points d'amélioration suivants sont les cas les plus fréquents :
- Les titres sont pré-formatés par le logiciel. Ils ne sont ni en capitales, ni en gras.
- Le texte ne doit pas être écrit en capitales (les noms de famille non plus), ni en gras, ni en italique, ni en « petit »…
- Le gras n'est utilisé que pour surligner le titre de l'article dans l'introduction, une seule fois.
- L'italique est rarement utilisé : mots en langue étrangère, titres d'œuvres, noms de bateaux, etc.
- Les citations ne sont pas en italique mais en corps de texte normal. Elles sont entourées par des guillemets français : « et ».
- Les listes à puces sont à éviter, des paragraphes rédigés étant largement préférés. Les tableaux sont à réserver à la présentation de données structurées (résultats, etc.).
- Les appels de note de bas de page (petits chiffres en exposant, introduits par l'outil «  Source ») sont à placer entre la fin de phrase et le point final[comme ça].
- Les liens internes (vers d'autres articles de Wikipédia) sont à choisir avec parcimonie. Créez des liens vers des articles approfondissant le sujet. Les termes génériques sans rapport avec le sujet sont à éviter, ainsi que les répétitions de liens vers un même terme.
- Les liens externes sont à placer uniquement dans une section « Liens externes », à la fin de l'article. Ces liens sont à choisir avec parcimonie suivant les règles définies. Si un lien sert de source à l'article, son insertion dans le texte est à faire par les notes de bas de page.
- La présentation des références doit suivre les conventions bibliographiques. Il est recommandé d'utiliser les modèles {{Ouvrage}}, {{Chapitre}}, {{Article}}, {{Lien web}} et/ou {{Bibliographie}}. Le mode d'édition visuel peut mettre en forme automatiquement les références.
- Insérer une infobox (cadre d'informations à droite) n'est pas obligatoire pour parachever la mise en page.

Pour une aide détaillée, merci de consulter Aide:Wikification.
Si vous pensez que ces points ont été résolus, vous pouvez retirer ce bandeau et améliorer la mise en forme d'un autre article.
Pour les articles homonymes, voir stand (homonymie).
Albums de Sly and the Family Stone
Life
(1968) Greatest Hits
(1970)
Singles
1. Everyday People / Sing a Simple Song
Sortie : 1968
2. Stand! / I Want to Take You Higher
Sortie : 1969

Stand! est le quatrième album du groupe soul/funk Sly and the Family Stone, sorti le 3 mai 1969. Écrit et produit par le chanteur et multi-instrumentiste Sly Stone, Stand! est considéré comme un point culminant artistique de la carrière du groupe. Sorti par Epic Records, juste avant la célèbre performance du groupe au festival de Woodstock, c'est devenu l'album le plus réussi du groupe commercialement à ce jour. Il comprend plusieurs chansons bien connues, parmi lesquelles les singles à succès tels que "Sing a Simple Song", "I Want to Take You Higher", "Stand!" et "Everyday People". L'album a été réédité en 1990 sur disque compact et vinyle, et à nouveau en 2007 en tant que CD digipack édition numérotée remasterisée avec des pistes bonus et, au Royaume-Uni, uniquement en tant que CD avec des chansons bonus.
L'album s'est vendu à 500,000 exemplaires en 1969 et a été certifié disque d'or par la RIAA le 4 décembre de la même année. Il a culminé au numéro 13 du Billboard 200 et est resté dans les charts pendant près de deux ans. En 1986, il s'était vendu à plus d'un million d'exemplaires et était certifié disque de platine par la RIAA le 21 novembre de la même année. Il s'est ensuite vendu à plus de trois millions d'exemplaires, devenant l'un des albums les plus réussis des années 1960. En 2003, l'album a été classé numéro 118 sur la liste des 500 plus grands albums de tous les temps du magazine Rolling Stone, 121 dans une liste révisée en 2012, et numéro 119 dans un redémarrage de la liste en 2020. En 2015, l'album a été jugé « culturellement, historiquement ou esthétiquement important » par la Bibliothèque du Congrès et sélectionné pour être inclus dans le National Recording Registry.

## Liste des titres
1. Stand! (3:05)
2. Don't Call Me Nigger, Whitey (5:59)
3. I Want to Take You Higher (en) (5:22)
4. Somebody's Watching You (3:29)
5. Sing a Simple Song (en) (3:55)
6. Everyday People (2:20)
7. Sex Machine (13:48)
8. You Can Make It If You Try (3:39)

## Personnel
Sly and the Family Stone
- Sly Stone – chant, orgue, guitare, piano, harmonica, vocoder; basse sur "You Can Make it if You Try"
- Rose Stone – chant, piano, claviers
- Freddie Stone – guitare, chœurs
- Larry Graham – basse (sauf sur "You Can Make it if You Try"), chœurs
- Cynthia Robinson – trompette, chant ad-libs; chœurs sur "I Want to Take You Higher"
- Jerry Martini – saxophone; chœurs sur "I Want to Take You Higher"
- Little Sister (groupe vocal) (Vet Stone, Mary McCreary, Elva Mouton) – chœurs sur "Stand!", "Sing a Simple Song", "Everyday People" et "I Want to Take you Higher"
- Greg Errico – batterie, chœurs sur "I Want to Take You Higher"

## Réception critique
L'album passe plus de cent semaines au hit-parade et atteint la 13e place. Le titre I Want to Take You Higher fut l'un des hymnes du festival de Woodstock. 
Le magazine Rolling Stone le place en 121e position de son classement des 500 plus grands albums de tous les temps. 
Il est également cité dans l'ouvrage de référence de Robert Dimery Les 1001 albums qu'il faut avoir écoutés dans sa vie. 